# Elektrownia szczytowo-pompowa

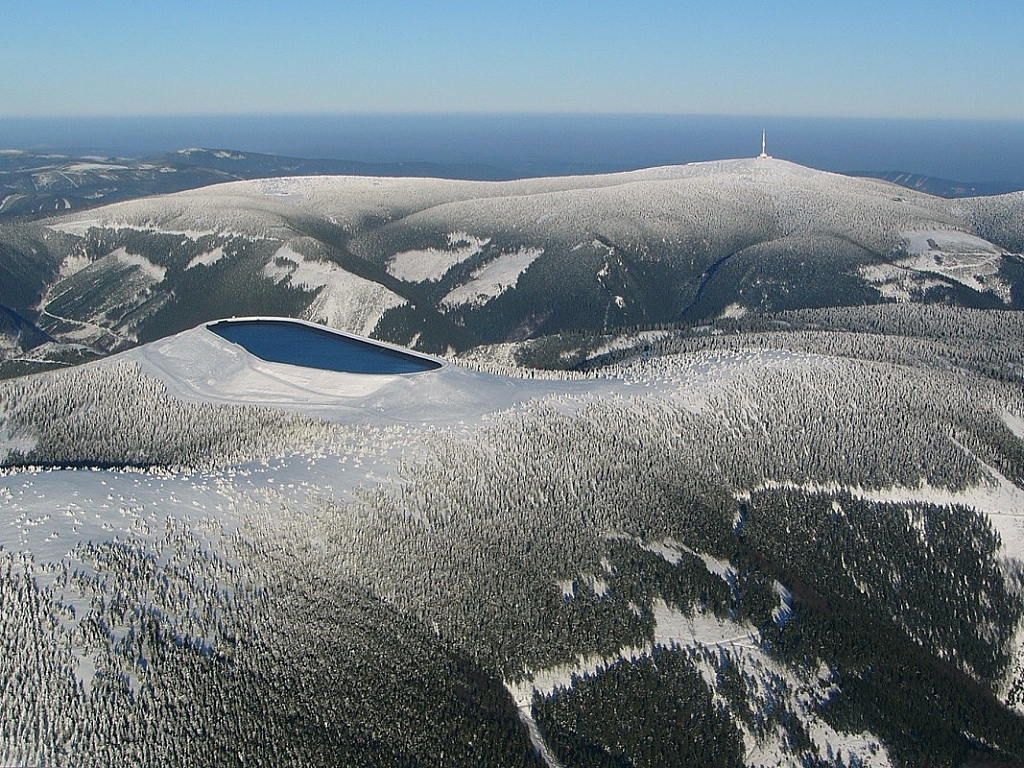
Górny zbiornik elektrowni szczytowo-pompowej Dlouhé Stráně w Czechach z widoczną w oddali górą Pradziad z wieżą na jej szczycie

Przykładowy schemat konstrukcji elektrowni szczytowo-pompowej

Elektrownia szczytowo-pompowa (ESP) – zakład przemysłowy, którego zadaniem jest przemiana energii elektrycznej w energię grawitacyjną wody pompowanej do górnego zbiornika oraz proces odwrotny.
W elektrowni szczytowo-pompowej zamienia się energię elektryczną na energię potencjalną grawitacji poprzez wpompowanie wody ze zbiornika dolnego do górnego w okresie nadwyżki produkcji nad zapotrzebowaniem na energię elektryczną (np. w nocy), a następnie, w godzinach szczytu, następuje odwrócenie procesu.
Na tym też opiera się ekonomika działania tych elektrowni. Energia elektryczna jest skupowana w okresie, kiedy jest najtańsza, a oddawana do systemu (sprzedawana) w okresie najwyższego zapotrzebowania i za wyższą cenę.
Wbrew nazwie elektrownia taka nie produkuje sumarycznie prądu i jest de facto bardzo skutecznym akumulatorem o ogromnej pojemności i sprawności energetycznej rzędu 70–80%. Istotną jej zaletą jest możliwość względnie szybkiego uruchomienia w nagłym przypadku; pełną moc osiąga ona w ciągu kilku minut (np. w Elektrowni Porąbka-Żar rozruch turbin trwa 180 sekund).
Elektrownie szczytowo-pompowe uzupełniają źródła energii, w których występują okresowe nadwyżki energii, czy to spowodowane niemożnością szybkiego dostosowania ilości wytwarzanej energii elektrycznej do bieżącego zapotrzebowania (na przykład w konwencjonalnych elektrowniach cieplnych opalanych węglem, siłowniach jądrowych mających ograniczoną możliwość sterowania) czy źródłach odnawialnych jak fotowoltaika, czy turbiny wiatrowe. W przypadku siłowni cieplnych nadwyżka mocy, która musi być utrzymywana w porze nocnej, przepadłaby bezpowrotnie, gdyby nie została zmagazynowana przez elektrownie szczytowo-pompowe w energii potencjalnej wody.
Elektrownie szczytowo-pompowe są najpowszechniej (obecnie i już od kilkudziesięciu lat) używanymi dużymi magazynami energii elektrycznej – 95% światowych zasobów o łącznej mocy 184 GW, z ciągłymi perspektywami i potrzebami ich dalszego rozwoju. Alternatywami dla nich są między innymi: magazynowanie energii za pomocą sprężonego powietrza, produkcja syntetycznych paliw, magazynowanie energii w postaci termicznej oraz wiele innych rodzajów magazynów energii, które jednak najczęściej są bardziej kosztowne lub nadal nie dość rozwinięte technologicznie.

## Elektrownie szczytowo-pompowe w Polsce
- Elektrownia Żarnowiec – moc 716–800 MW po modernizacji w 2009, przed modernizacją 680 MW[4][5], magazynowanie 3,6 GWh energii elektrycznej[6] (planowana rozbudowa do nawet 5,8 GWh[7], największa w Polsce)
- Elektrownia Porąbka-Żar – moc 500–540 MW[8], magazynowanie 2 GWh[9]
- Zespół Elektrowni Wodnych Solina-Myczkowce – moc 199 MW po modernizacji 2000–2003[10], przed modernizacją 136 MW, magazynowanie 1,3 GWh[11]
- Elektrownia Żydowo – moc 167 MW po modernizacji zakończonej w 2013 r. (pierwsza w Polsce)[12], przed modernizacją 156 MW, magazynowanie 0,7 GWh[11]
- Elektrownia Czorsztyn-Niedzica-Sromowce Wyżne – moc 94,6 MW, magazynowanie 1 GWh[11]
- Elektrownia Dychów – moc 88 MW (do września 2005 – 79,3 MW), 103 MW w zespole ESP, magazynowanie 0,22 GWh (planowana rozbudowa do 0,31 GWh)[7]

Ogółem, w skali kraju elektrownie szczytowo-pompowe oferują 1,8 GW mocy i magazynowanie niecałych 9 GWh. Dla porównania moc 26 ESP w Niemczech wynosi 6,3 GW plus wykorzystanie 3,4 GW spoza kraju, w Wielkiej Brytanii moc ESP wynosi 2,9 GW a magazynowanie 30 GWh (2009).

### Planowane elektrownie szczytowo-pompowe w Polsce
- Elektrownia szczytowo-pompowa Młoty (Powiat kłodzki) – budowę rozpoczęto w roku 1972, po czym w 1981 ją wstrzymano. Od 2021 r. rozważane jest wznowienie budowy. Projektowana moc 750 MW, magazynowanie 3,5–4 GWh[14][8][15],
- Elektrownia szczytowo-pompowa Jawor (gmina Solina pow. leski/pow. bieszczadzki). Projektowana moc 520 MW[16],
- Elektrownia szczytowo-pompowa Kadyny/Tolkmicko (pow. elbląski). Projektowana moc 1040 MW, magazynowanie 12 GWh[7] (byłaby największą w kraju)[17],
- Elektrownia szczytowo-pompowa Rożnów II. Projektowana moc 700 MW, magazynowanie 3,5 GWh[8][7].

#### Rozważane historycznie elektrownie szczytowo-pompowe w Polsce
- Elektrownia szczytowo-pompowa Sobel (pow. nowotarski/pow. nowosądecki, 1000–1400[18] MW) wraz z elektrownią wodną Dunajec III (150 MW)
- Elektrownia szczytowo-pompowa Niewistka (pow. brzozowski, 1000[19][7] MW)
- Elektrownia szczytowo-pompowa Pilchowice III (612 MW)[5]
- Elektrownia szczytowo-pompowa Bełchatów (500 MW, magazynowanie 2,5 GWh)[20]
- Elektrownia szczytowo-pompowa Żabnica (pow. żywiecki)
- Elektrownia szczytowo-pompowa Smolniki (200 MW)[21][22]
- Elektrownia szczytowo-pompowa w d. Kopalni Węgla Kamiennego Krupiński (93 MW)[19]
- Elektrownia szczytowo-pompowa Chojna (5,6 MW)[7]
- Elektrownia szczytowo-pompowa Turów (700MW–2,3 GW)[23][24][25]

## Największe elektrownie szczytowo-pompowe na świecie
- Elektrownia szczytowo-pompowa Fengning(inne języki) (Chiny) – moc 3,6 GW, magazynowanie rzędu 40 GWh (uruchomiona na przełomie 2021/2022 r.)[26][27]
- Elektrownia szczytowo-pompowa Bath County(inne języki) (USA) – moc 3,0 GW, magazynowanie 24 GWh[26][28]
- Elektrownia szczytowo-pompowa Guangdong(inne języki) (Chiny) – moc 2,4 GW[29]
- Elektrownia szczytowo-pompowa Huizhou(inne języki) (Chiny) – moc 2,4 GW[30]
- Elektrownia szczytowo-pompowa Okutataragi(inne języki) (Japonia) – moc 1,9 GW[26]
- Elektrownia szczytowo-pompowa Ludington(inne języki) (USA) – moc 1,9 GW[31]
- Elektrownia szczytowo-pompowa Raccoon Mountain(inne języki) (USA) – moc 1,65 GW, magazynowanie 36,3 GWh[32]
- Elektrownia szczytowo-pompowa Grand'Maison(inne języki) (Francja) – moc 1,8 GW, magazynowanie 34,8 GWh
- Elektrownia szczytowo-pompowa Drakensberg(inne języki) (RPA) – moc 1,0 GW, magazynowanie 27,6 GWh
- Elektrownia szczytowo-pompowa Bad Creek(inne języki) (USA) – moc 1,0 GW, magazynowanie 25,5 GWh
- Elektrownia szczytowo-pompowa Cortes La Muela(inne języki) (Hiszpania) – moc 1,5 GW, magazynowanie 24,5 GWh[33]